# 広川サービスエリア
広川サービスエリア（ひろかわサービスエリア）は、福岡県八女郡広川町の九州自動車道上にあるサービスエリアである。
併設されている広川ICとの相互利用については、広川ICと広川SAとの相互利用を参照。

## 道路
- E3 九州自動車道

## 施設

### 上り線（福岡方面）
2020年1月31日リニューアルオープン。

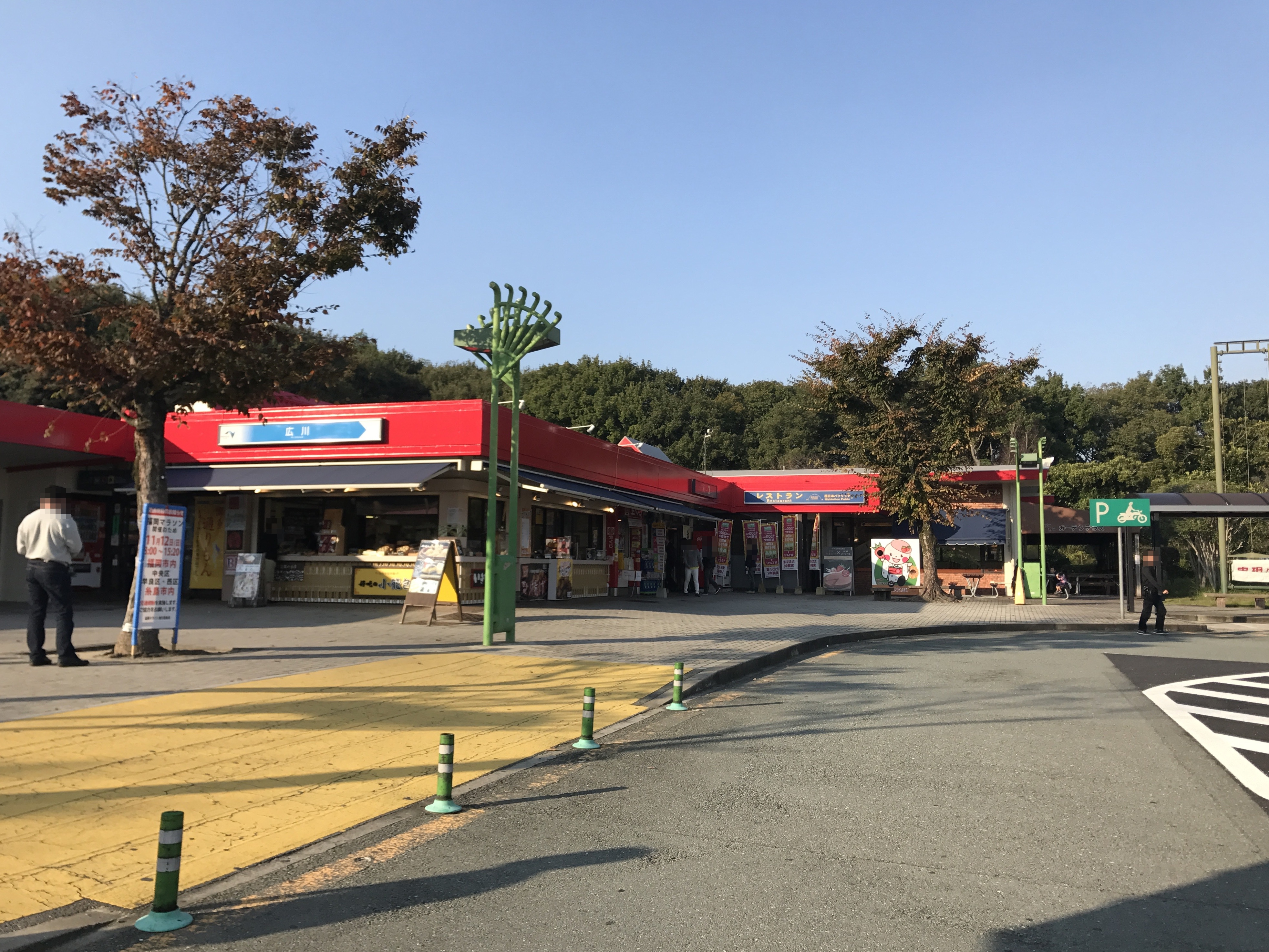
広川サービスエリア（上り線）

2024年（令和6年）10月31日より改築工事に伴い、ショッピングコーナーが仮設店舗での営業となり、レストラン、スナックコーナー・フードコートおよびベビーコーナーは営業休止となっている。
- 駐車場
  - 大型 27台
  - 小型 143台
  - 二輪 8台
- トイレ
  - 男性 大7（和式3・洋式4）・小20
  - 女性 22（和式15・洋式7）
  - 車椅子用 1
- ガソリンスタンド（apollostion〈相光石油〉セルフ、24時間）
  - 大分道方面へ向う場合、山田SAの給油所は深夜営業をしておらず、その次の玖珠SAには給油所が存在しない。深夜に給油ができる次のエリアは、約125km先の別府湾SAとなる。東九州道（北九州方面）に向かう際は今川PA、王司PAも給油所の深夜営業を行っていない。
  - 太宰府IC又は福岡ICで福岡高速及び西九州道へ乗り継ぐ場合の給油所は当エリアが最終となる。
- ショッピング（24時間）
- 宅配サービス
- 自動販売機
- 携帯電話充電器（24時間）
- インフォメーション・FAXサービス（平日8:00 - 18:00、土曜・日曜・祝日7:00 - 19:00）
- ハイウェイオフィス（パソコン・プリンターあり。営業時間 - パソコン:24時間 プリンター:インフォメーション開設時間内）持ち込みパソコンも使用可。詳しくは西日本高速道路サービスホールディングスホームページ参照[3]。
- HOTSPOT（無線LANスポット）
- ハイウェイ情報ターミナル
- 郵便ポスト（広川郵便局）
- EV急速充電スタンド

### 下り線（熊本方面）
- 駐車場
  - 大型 15台
  - 小型 162台
  - 二輪 8台
- トイレ
  - 男性 大10（和式1・洋式9）・小18
  - 女性 27（和式4・洋式23）　
  - 子供用トイレ（共用）1
  - 車椅子用 1
- ガソリンスタンド（apollostation〈イデックスリテール福岡〉、24時間）
  - 以前は(株)新出光が運営していた。
- レストランコーナー
  - 和食レストラン「有明」（7:00 - 22:00）
  - 鉄板焼き「グルメ風月」（11:00 - 20:00）
- スナックコーナー
  - ラーメンチャンポン「耳納」（10:00 - 21:00）
  - うどん・そば「めん処広川」（24時間）
  - 丼・カレー「どんぶり筑後」（10:00 - 21:00）
- 専門店コーナー
  - ソフトクリーム 「クリームランドカフェ」（7:00 - 20:00）
  - スイーツ 「ベティママ」（10:00 - 20:00）
  - ベーカリー「バンテルン」（7:00 - 20:00）
- ショッピング（24時間）
- 宅配サービス
- 自動販売機
- 携帯電話充電器（24時間）
- キャッシュコーナー (ATM) （セブン銀行、24時間）
- インフォメーション・FAXサービス（平日8:00 - 18:00、土曜・日曜・祝日7:00 - 19:00）
- ベビーコーナー
- ハイウェイ情報ターミナル
- 郵便ポスト（広川郵便局）
- 宝くじコーナー（8:30 - 17:00）
- バス停留所
- EV急速充電スタンド
- ドッグラン
- ウェルカムゲート（24時間、駐車場8台）

2008年10月31日に、店舗面積をほぼ倍増しリニューアルオープンした。

## バス停留所
下り線のみに設置されている。広川インターチェンジに併設されている上り線側停留所とともに、バス事業者では「広川」の呼称を用いる。
| 路線愛称                     | 運行会社                | 方面                                                                      |
| ---------------------------- | ----------------------- | ------------------------------------------------------------------------- |
| ひのくに号 ※植木IC経由・各停 | 西日本鉄道 九州産交バス | 八女IC → 菊水IC → 植木IC → 西合志 → 武蔵ヶ丘 → 熊本（熊本県庁前・桜町BT） |

## ギャラリー

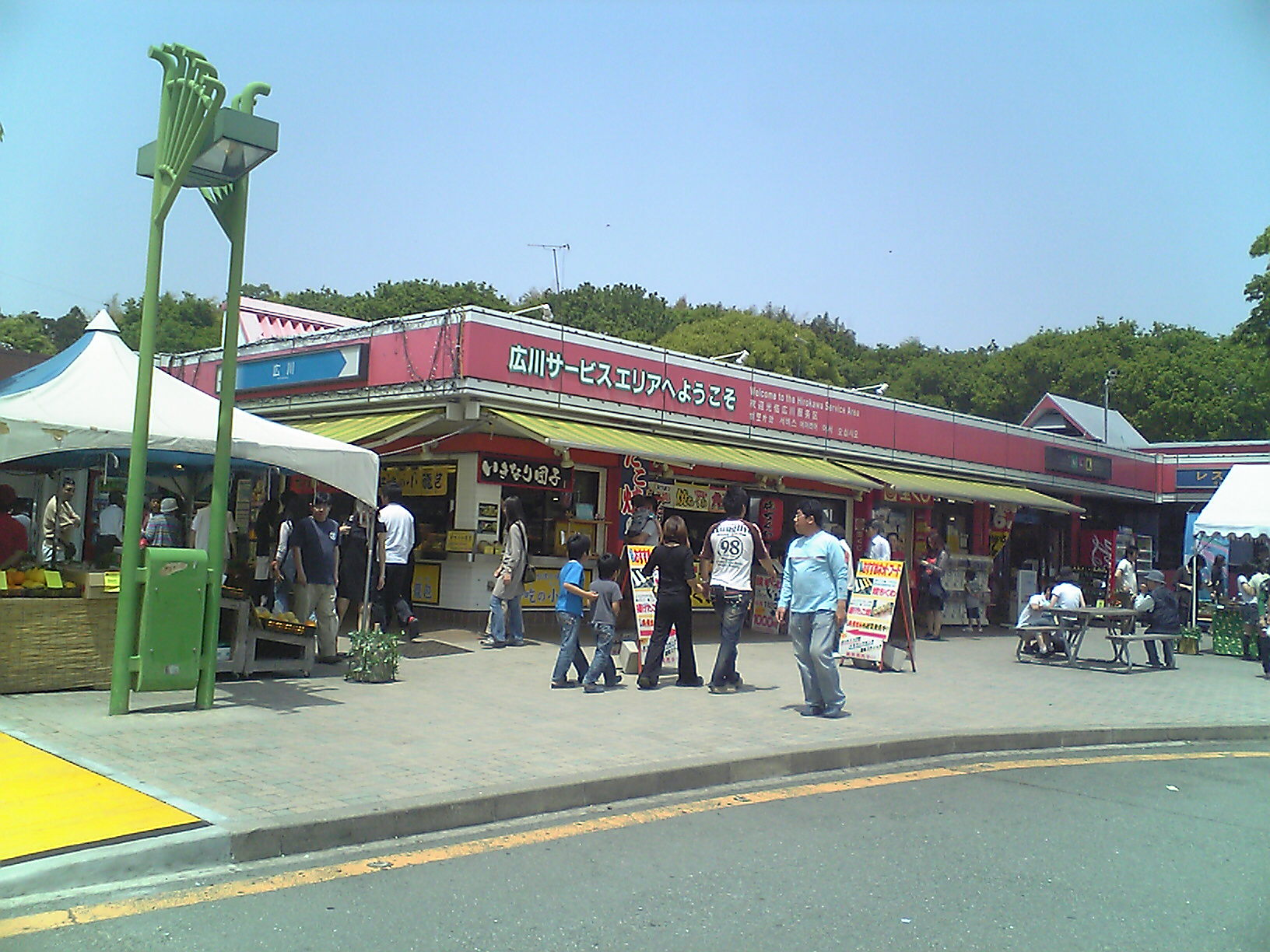
広川サービスエリア上り線外観
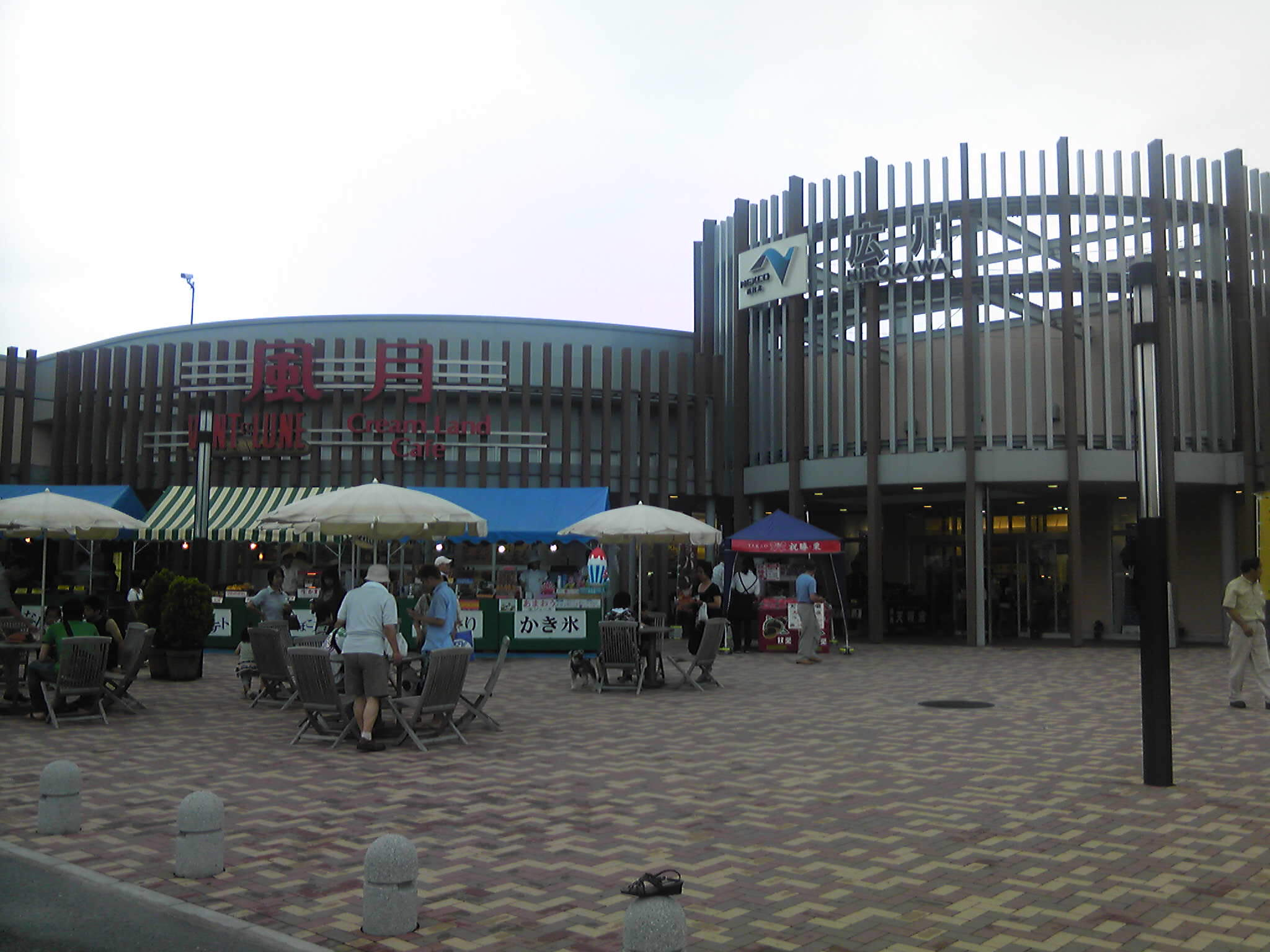
リニューアル後の広川サービスエリア下り線玄関
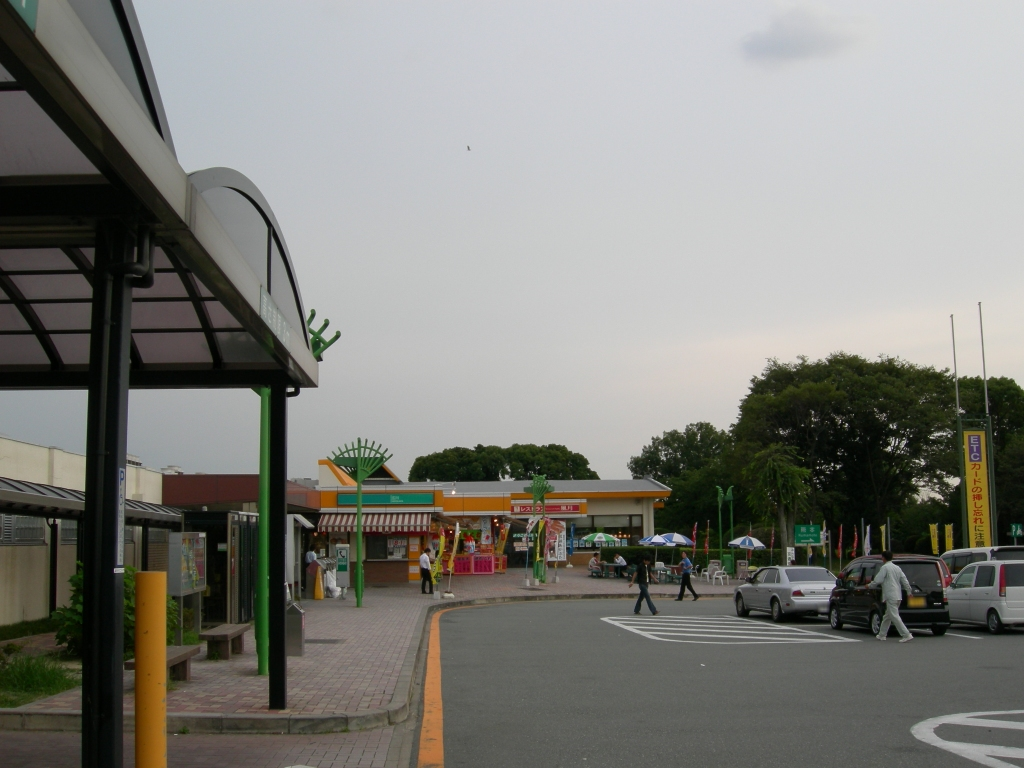
リニューアル前の広川サービスエリア下り線
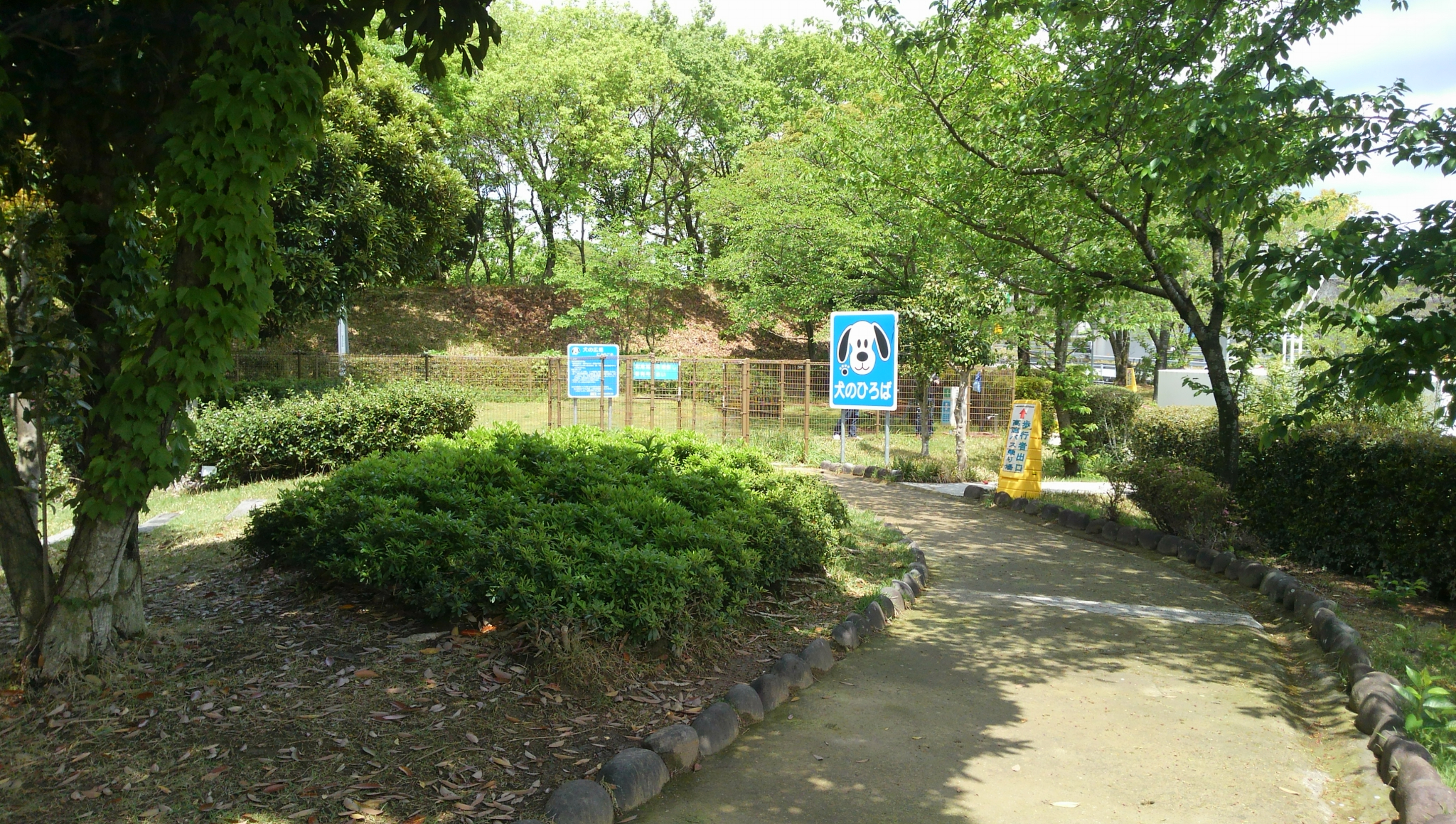
上り線に設置されたドッグラン

## 隣
E3 九州自動車道
(10)久留米IC - (10-1)広川IC - 広川SA - (11)八女IC